# Geometrii neeuclidiene

Cele trei tipuri de geometrii

Geometria neeuclidiană este o ramură a geometriei care diferă de geometria euclidiană printr-o altă axiomă de paralelism.
În geometria neeuclidiană hiperbolică (numită de obicei geometria lui Lobacevski), printr-un punct dat se pot duce cel puțin două drepte paralele la o dreaptă dată. În geometria neeuclidiană eliptică nu există drepte paralele.
S-a demonstrat că geometriile neeuclidiene sunt necontradictorii și s-au construit și modele în spațiul euclidian pe care ele le verifică. Crearea acestor geometrii neeuclidiene a dovedit faptul că în mod logic sunt posibile mai multe sisteme geometrice.
Geometria neeuclidiană este folosită pentru formularea teoriei generalizate a relativității.